# Крутихинский район

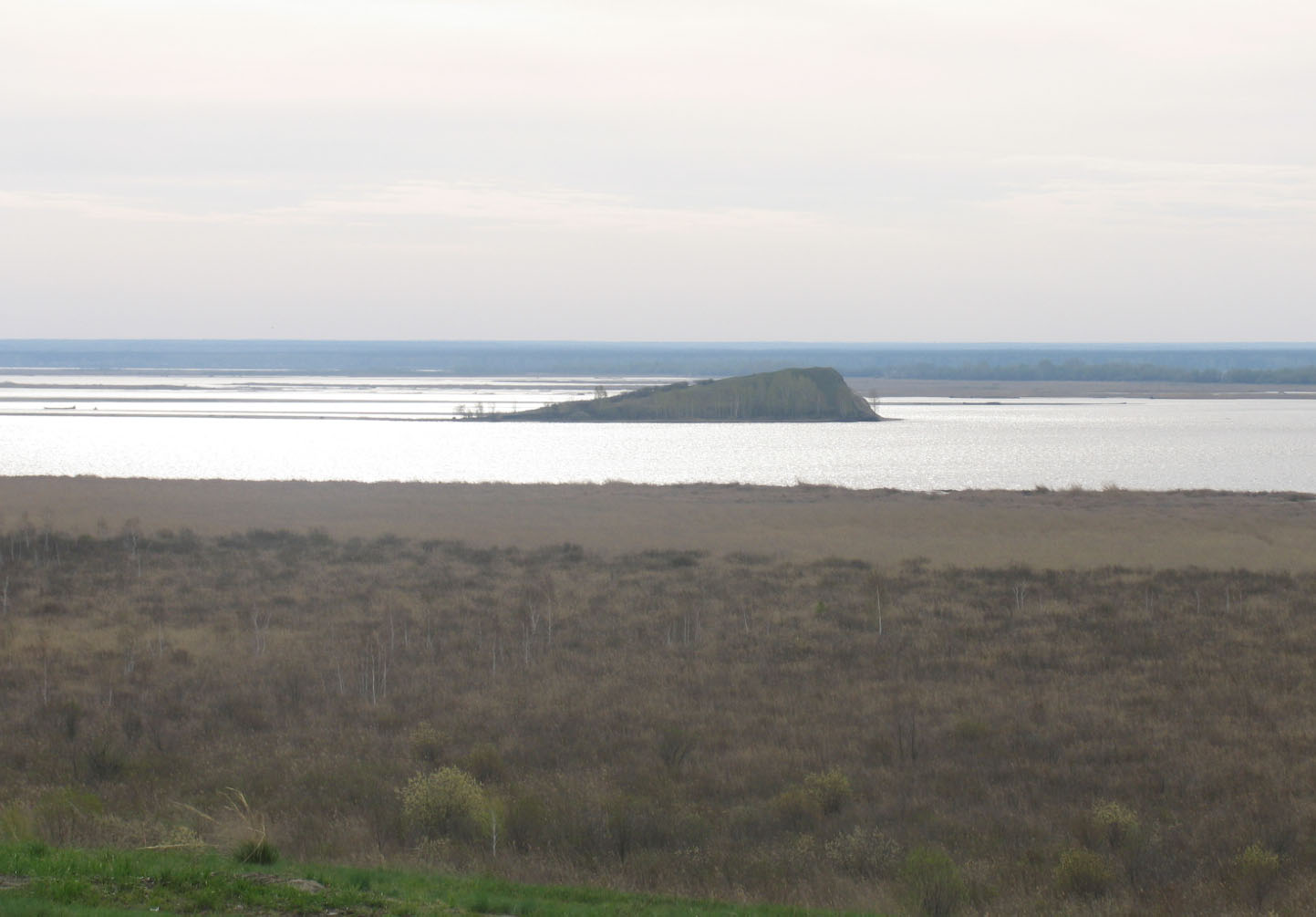
Остров в Новосибирском водохранилище в районе села Масляха

Крути́хинский райо́н — административно-территориальное образование (район) и муниципальное образование (муниципальный район) в  Алтайском крае России.
Административный центр — село Крутиха, расположенное в 230 км от Барнаула.

## География
Район расположен на севере края, на границе с Новосибирской областью. Также граничит с Каменским и Панкрушихинским районам края.
Площадь — 2051 км².
Рельеф равнинный, расчленённый ложбинами, балками, оврагами. По территории района проходит ленточный бор, богатый дичью, грибами, ягодами. Климат континентальный. Средняя температура января −19 °C, июля +20 °C. Годовая норма атмосферных осадков — 320—360 мм. По территории района протекают реки — Обь (Новосибирское водохранилище), Бурла; расположены озёра Пустынное, Бурлинское. Почвы — выщелоченные и обыкновенные чернозёмные. Растут сосна, береза, осина. Обитают лиса, заяц, лось, волк, водоплавающая дичь.

## История
Образован 12 сентября 1924 года, упразднён 20 февраля 1931 года. Восстановлен 15 января 1944 из 7 сельсоветов Каменского района.
Вновь район был упразднён 1 февраля 1963 года (населённые пункты вошли в состав Каменского района), восстановлен 27 декабря 1973 года.

## Население
| 1959    | 1996    | 1997    | 1998    | 1999    | 2000    | 2001    |
| ------- | ------- | ------- | ------- | ------- | ------- | ------- |
| 19 451  | ↘14 700 | ↘14 600 | ↘14 400 | ↗14 501 | ↘14 400 | ↘14 200 |
| 2002    | 2003    | 2004    | 2005    | 2006    | 2007    | 2008    |
| ↘14 100 | ↘13 811 | ↘13 382 | ↘13 098 | ↘12 850 | ↘12 531 | ↘12 289 |
| 2009    | 2010    | 2011    | 2012    | 2013    | 2014    | 2015    |
| ↘12 186 | ↘11 301 | ↘11 249 | ↘10 908 | ↘10 622 | ↘10 582 | ↗10 640 |
| 2016    | 2017    | 2018    | 2019    | 2020    | 2021    |         |
| ↗10 660 | ↗10 699 | ↗10 787 | ↘10 680 | ↘10 618 | ↘8307   |         |

## Административно-муниципальное устройство
Крутихинский район с точки зрения административно-территориального устройства края включает 9 административно-территориальных образований — 9 сельсоветов.
Крутихинский муниципальный район в рамках муниципального устройства включает 9 муниципальных образований со статусом сельских поселений:
| № | Сельское поселение          | Административный центр | Количество населённых пунктов | Население (чел.) | Площадь (км²) |
| - | --------------------------- | ---------------------- | ----------------------------- | ---------------- | ------------- |
| 1 | Боровской сельсовет         | село Боровое           | 2                             | ↘679             | 160,50        |
| 2 | Волчно-Бурлинский сельсовет | село Волчно-Бурлинское | 2                             | ↘1168            | 400,00        |
| 3 | Долганский сельсовет        | село Долганка          | 1                             | ↘1256            | 306,47        |
| 4 | Заковряшинский сельсовет    | село Заковряшино       | 4                             | ↘931             | 187,70        |
| 5 | Крутихинский сельсовет      | село Крутиха           | 1                             | ↘3010            | 146,44        |
| 6 | Маловолчанский сельсовет    | село Маловолчанка      | 1                             | ↘570             | 235,46        |
| 7 | Новодубровский сельсовет    | село Буян              | 2                             | ↗608             | 136,56        |
| 8 | Подборный сельсовет         | посёлок Подборный      | 3                             | ↘629             | 247,79        |
| 9 | Прыганский сельсовет        | село Прыганка          | 1                             | ↘882             | 230,19        |

### Населённые пункты
В Крутихинском районе 17 населённых пунктов:

| Крутиха           | ↘3010 |
| Долганка          | ↘1256 |
| Волчно-Бурлинское | ↘1266 |
| Прыганка          | ↘882  |
| Заковряшино       | ↗736  |
| Буян              | ↘628  |

| Маловолчанка | ↘570 |
| Подборный    | ↘396 |
| Боровое      | ↘388 |
| Радостный    | ↘223 |
| Масляха      | ↘222 |
| Караси       | ↘137 |

| Большой Лог    | ↘93 |
| Красноряжский  | ↘71 |
| Московский     | →37 |
| Новоувальский  | ↗18 |
| Новодубровский | ↘0  |

## Экономика
Основное направление экономики — сельское хозяйство: производство зерна, мяса, молока. На территории района находятся два маслосырозавода, кирпичный завод, шесть мельниц, хлебоприемное предприятие, производство тротуарной плитки.

## Транспорт
По территории района проходят автомагистрали: Новосибирск — Камень-на-Оби — Барнаул и Крутиха — Панкрушиха — Хабары — Славгород.